# Citrus trifoliata
El naranjo espinoso, naranjo trifoliado o en japonés: 枸橘, romanizado: karatachi (Citrus trifoliata) es un árbol frutal de la familia de las rutáceas,  originario del norte de China. Por su superior resistencia al frío se utiliza como base para el injerto de varias especies de citrus en plantaciones comerciales. Su fruto propio es similar al del naranjo dulce (Citrus × sinensis) pero de sabor amargo y cáscara ligeramente vellosa. Se utiliza en China en preparaciones dulces y aderezos, pero carece de uso comercial.

## Características
El naranjo espinoso es un árbol caducifolio de porte pequeño, entre 4 y 8 m. Los brotes tiernos y leñosos están cubiertos de espinas de hasta 5 cm de largo y gran dureza. Las hojas son palmatisectas, con tres o más raramente cinco folíolos, siendo el central más largo, de hasta 5 cm, coriáceas, con el haz y el envés verde oscuro. Las flores aparecen en verano; son mayores que las del resto de los cítricos, pero muy similares a estas, de color blanco, pentámeras, con los estambres de color rosáceo, muy vistosas y algo menos fragantes que el azahar pero con distintivo aroma. El fruto es un hesperidio de color verde, virando al amarillo con la madurez; es piriforme o globoso, de hasta 5 cm de diámetro, recubierto de una cáscara gruesa, fragante, con glándulas oleosas bien visibles, áspera al tacto y ligeramente pubescente. La pulpa es escasa y de sabor acre. Contiene numerosas semillas ovoides de color grisáceo. La piel del fruto es vellosa, como si se tratara de un melocotón.

## Distribución, cultivo y uso principal
El naranjo espinoso resiste el frío mejor que otros cítricos, y tolera temperaturas hasta los 0 °C, así como heladas y algo de nieve. Es fotófilo, y requiere abundante irrigación. Se cultiva desde hace miles de años en el norte de China, desde donde se introdujo a Japón en el siglo VIII y a Europa junto con otros cítricos.
Por sí solo se cultiva para setos y vallados, donde sus firmes espinas lo hacen valioso, pero su uso principal es como portainjerto de otros cítricos, aprovechando su resistencia para plantarlos donde no crecerían sobre su propia raíz. Se emplea con frecuencia para la mandarina (Citrus reticulata), y el híbrido con el naranjo dulce llamado citrange (Citrus × sinensis × Citrus trifoliata) es también una elección frecuente para otros cítricos. También tiene algún uso como ornamental en sitios donde los cítricos normales no arraigarían.
Citrus trifoliata es uno de los portainjertos utilizados para especies cítricas de valor comercial particularmente en Brasil, Australia, Japón, China y Argentina.

### Comportamiento como portainjerto
En muy sensible a la caliza, y sensible a la salinidad, a condiciones de sequía, y al viroide de la exocortis de los cítricos. En cambio, es muy resistente a la asfixia radical y a las heladas (el más resistente de todos los portainjertos cítricos). También es resistente a los nematodes de los cítricos del género Tylenchus (T. semipenetrans) y hongos del género Phytophthora (P. parasitica), y tolerante al virus de la tristeza de los cítricos, al virus de la psoriasis de los cítricos y al viroide de la cachexia-xiloporosis de los cítricos. Da lugar a ejemplares con poco desarrollo de la copa y muy productivos, con fruta de alta calidad de zumo.

## Otros usos
El uso principal de Citrus trifoliata es como portainjerto de otras especies cítricas. La fruta se considera generalmente carente de valor comercial, aunque en China se utiliza medicinalmente su cáscara secada o en almíbar. En algunos lugares de Europa se prepara un saborizante a base del zumo del fruto, y la cáscara se usa como fuente de pectina. Dan una mermelada de sabor intenso y agradable, si bien con un regusto ligeramente amargo.

## Taxonomía
Citrus trifoliata fue descrita por Carlos Linneo y publicada en Species Plantarum (Editio Secunda) 2: 1101, en 1763.

#### Etimología
trifoliata: epíteto latino que significa "con tres hojas".

## Galería

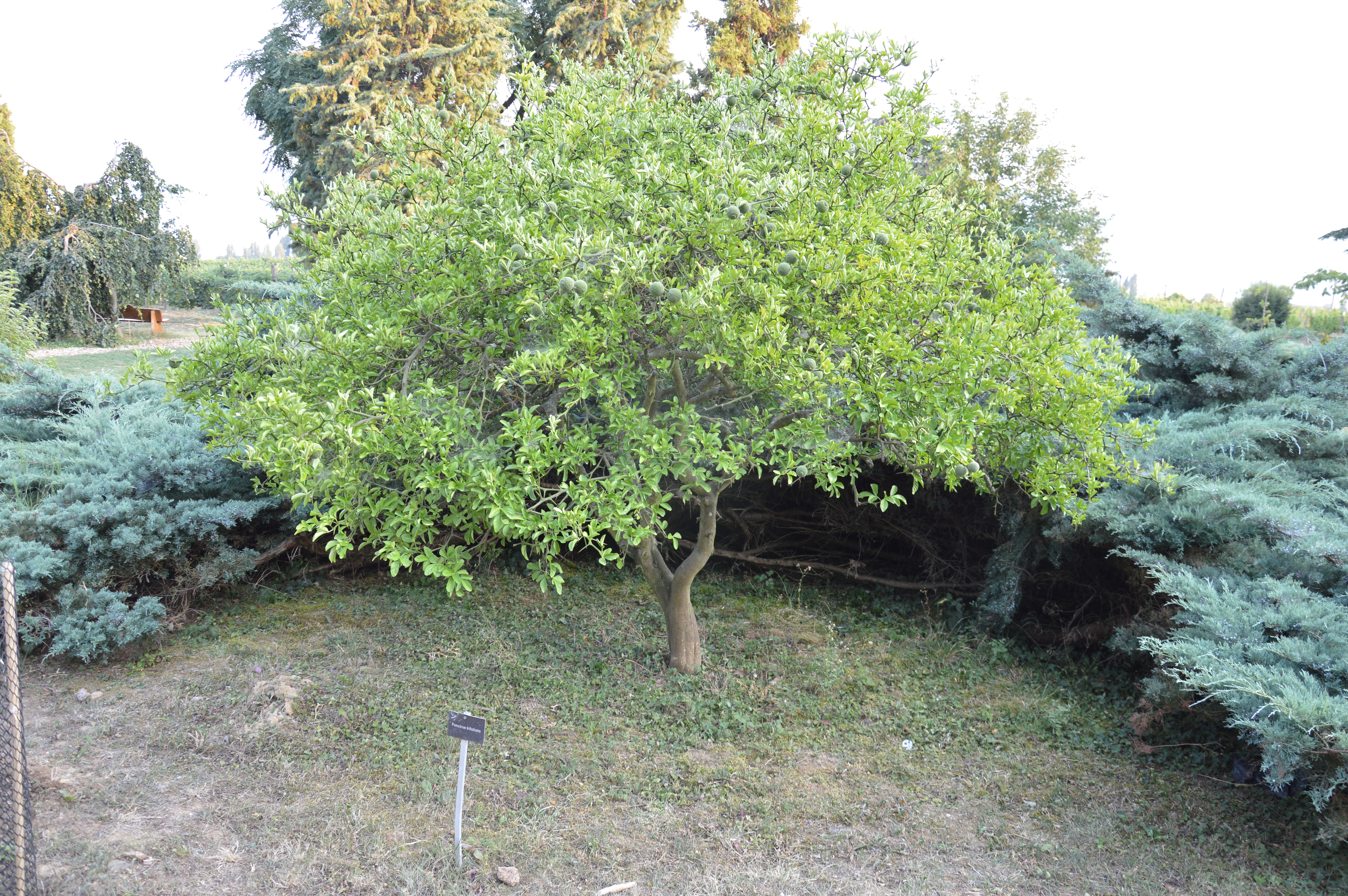
En su hábitat
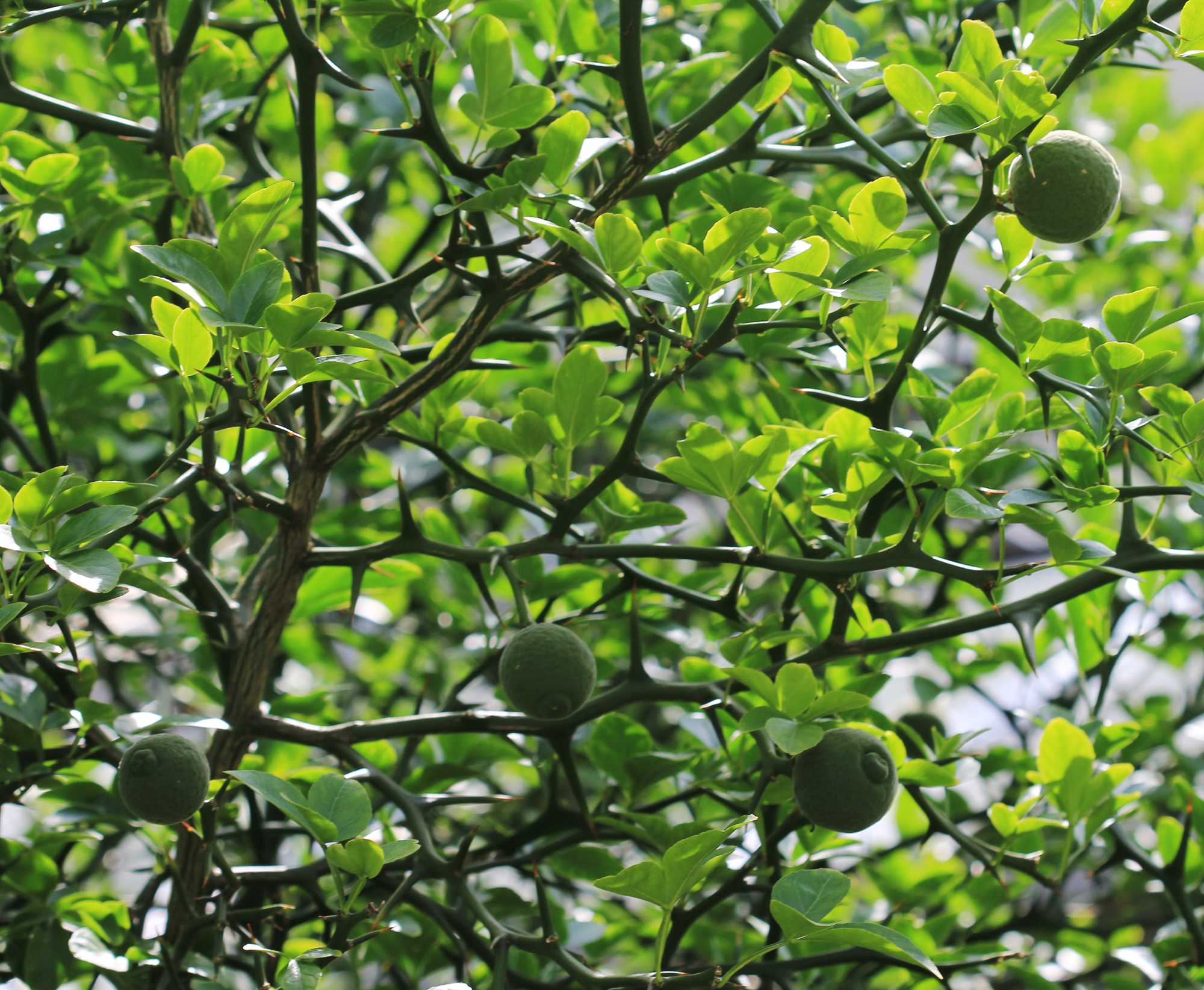
Detalle del árbol en el jardín botánico de la Universidad Carolina, Praga, República Checa.
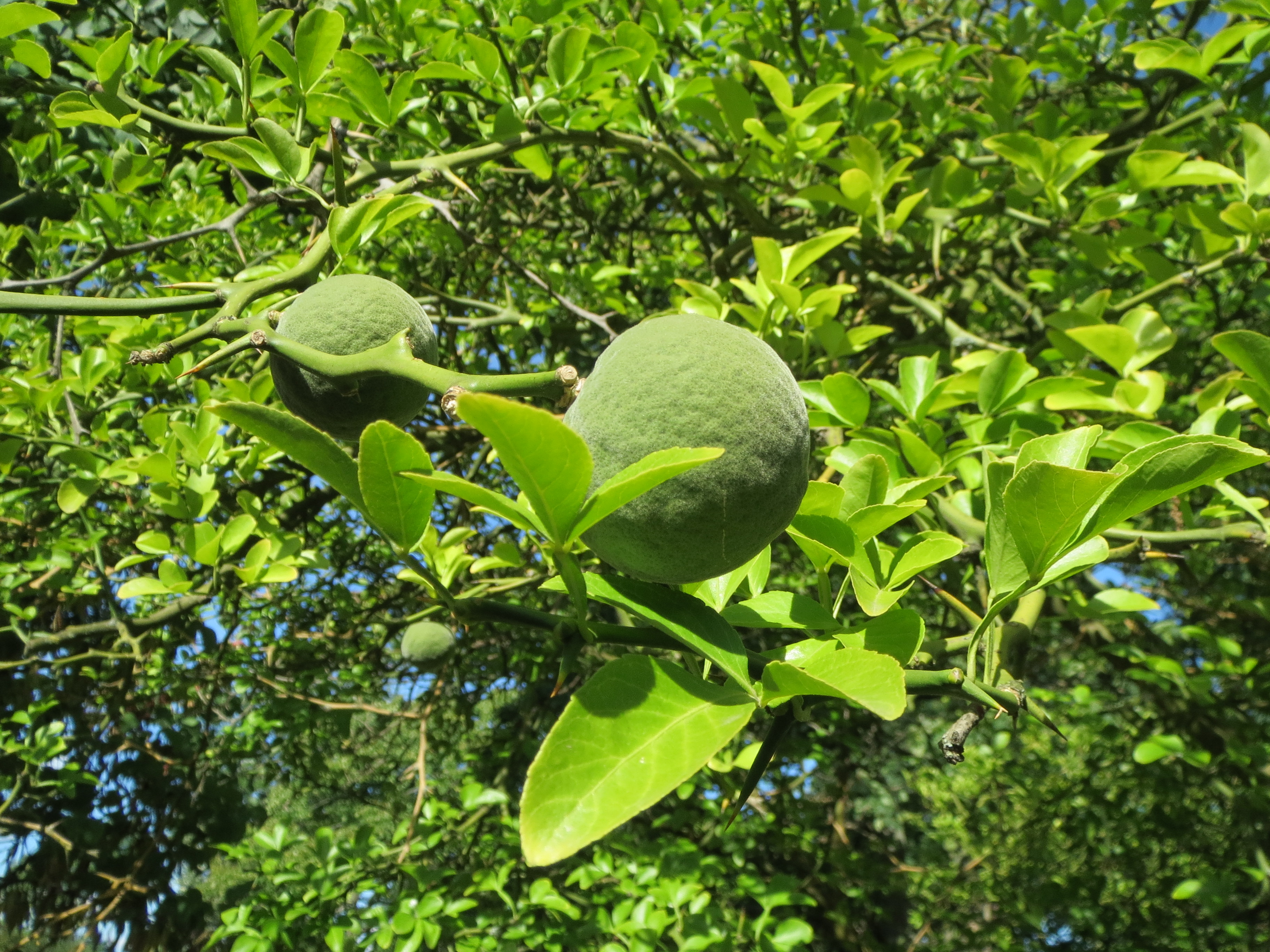
Frutos in situ
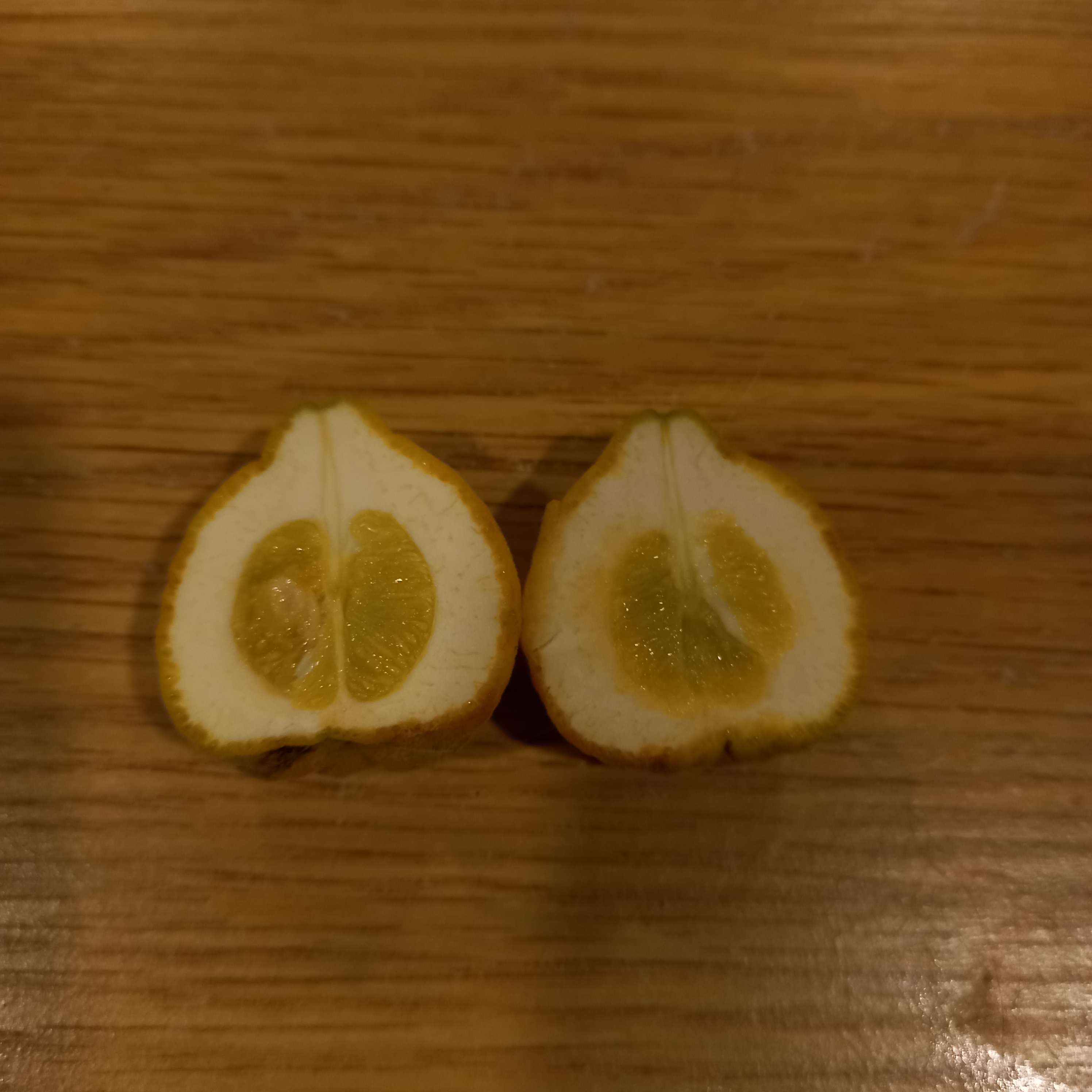
Fruto partido en 2
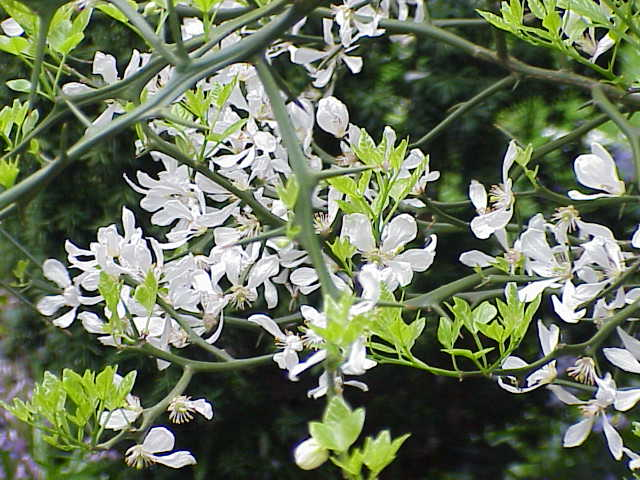
Detalle de las flores
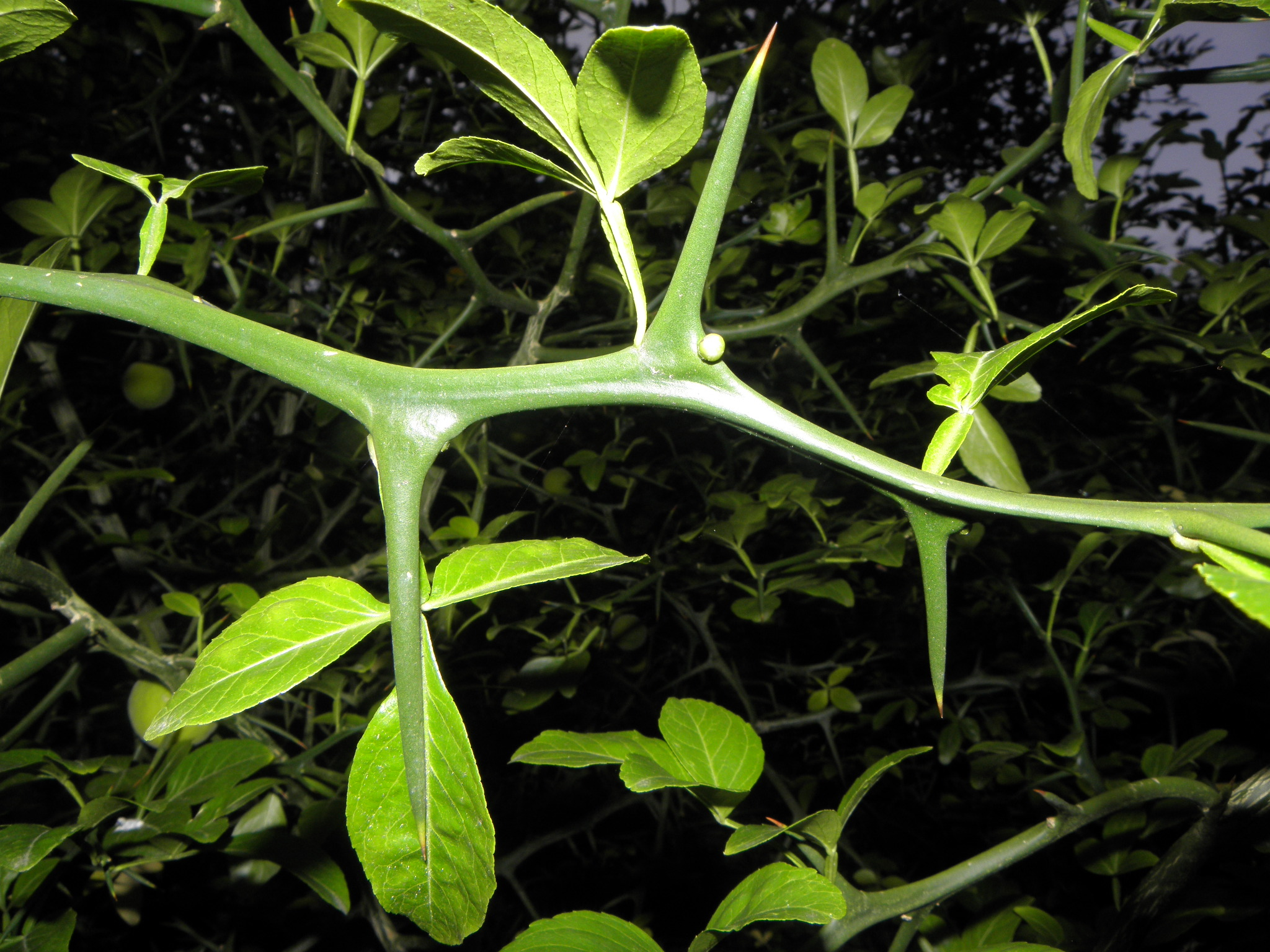
Detalle de las espinas